# HFB 320 한자 제트

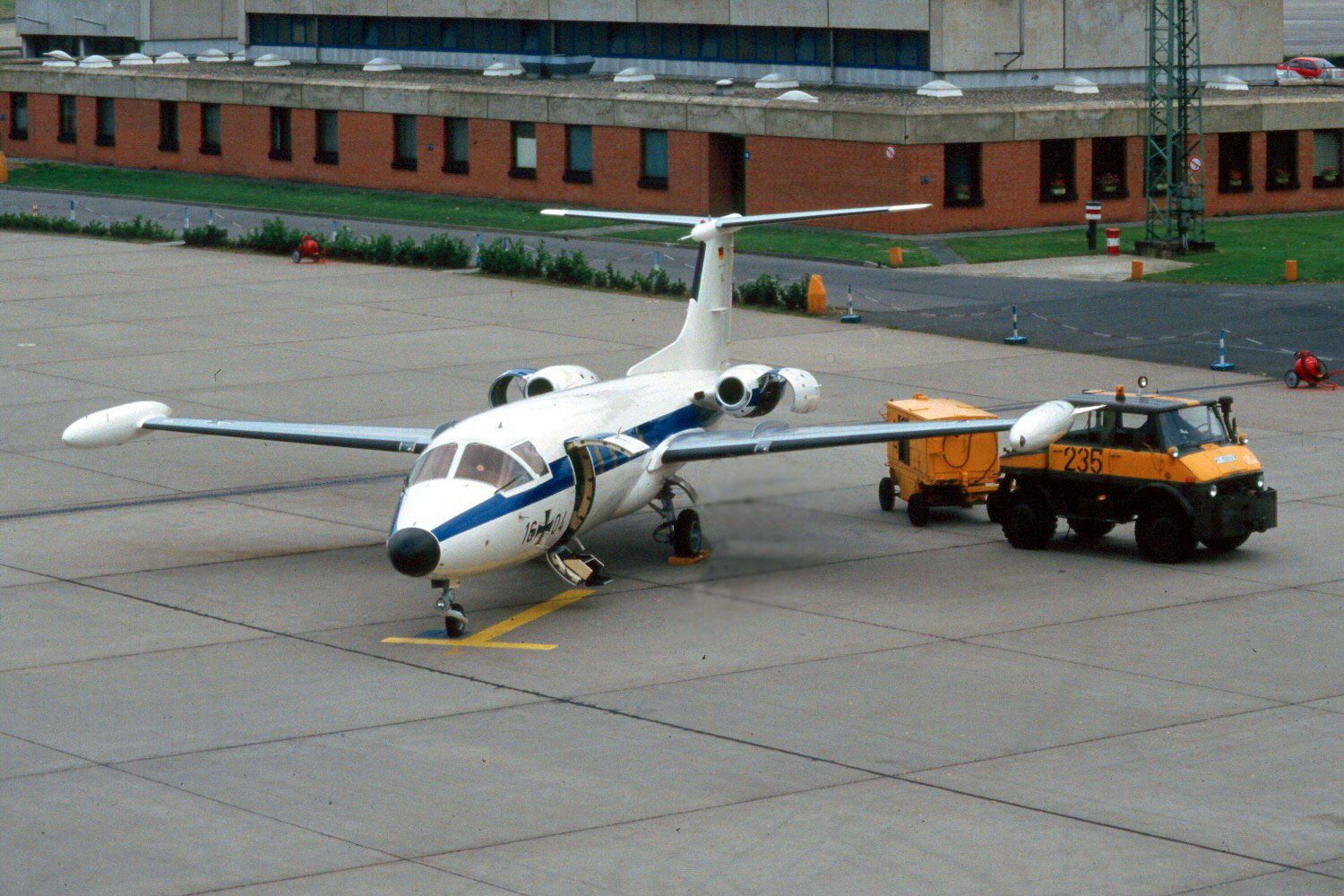

HFB 320 한자 제트(독일어: HFB 320 Hansa Jet)는 독일의 항공기 제작사 함부르크 항공기건설사에서 설계생산한 쌍발 10석 비즈니스 제트기다. 가장 특징적인 점은 전진익을 사용했다는 것이다.
한자 제트는 1960년대에 개발되었으며, 전진익을 선택한 것은 수석공학자 한스 보케였다. 보케는 2차대전기의 전진익기 융커스 Ju 287 개발에 참여한 적이 있었다. 전진익을 선택한 덕에 객실은 넉넉하지만 상대적으로 무거워서 이착륙에 다소의 문제가 있었다. 1964년 4월 21일 프로토타입이 처녀비행을 했고, 이듬해 5월 12일 첫 프로토타입이 시험비행 중 망실되고 시험비행사가 사망하는 사고가 발생했다. 이후 한자 제트의 실속 현상을 해결하기 위해 다양한 설계변경이 이루어졌다.
한자 제트는 1967년 형식정명을 받고 이듬해 상업판매되었다. 가장 큰 고객은 독일 연방군 공군으로, 훈련기 및 VIP 수송기로 사용했다. 1973년 신예기들과의 경쟁, 미화가치 감소 등의 이유로 생산 중단이 결정되었다. 하지만 공군은 1990년대 초까지 한자 제트를 계속 운용했고, 21세기 현재도 민수용으로 불하된 소수의 기체들이 여전히 현역으로 돌아다니고 있다.